# Twierbach
Der Twierbach ist ein orografisch linker Zufluss der Weser im Kreis Höxter in Nordrhein-Westfalen (Deutschland).

## Verlauf
Der Twierbach hat seinen Ursprung im Forst Corvey nordwestlich des Forsthauses Bröken bei Bödexen. Hier entsteht er durch den Zusammenfluss mehrerer kleiner Bäche, die im Knickbruch entspringen, einem sumpfigen Waldgebiet zwischen dem Heineberg und dem Schmißmerberg unmittelbar an der Grenze von Nordrhein-Westfalen und Niedersachsen. Ein weiterer im Knickbruch entspringender Bach ist der Forsterbach. Der Twierbach folgt dem Twiertal in südöstlicher Richtung, verlässt unmittelbar vor Stahle den Wald, fließt durch Stahle hindurch und mündet anschließend in die Weser. Er ist das letzte Gewässer, das im Kreis Höxter in die Weser mündet.

## Geschichte
Innerhalb von Stahle wurde das Flussbett in den 1880er Jahren begradigt und festgelegt. Am 6. Februar 1946 kam es zu einem Unglück, als der Twierbach über die Ufer trat und das Stahler Feuerwehrhaus zum Einsturz brachte. Mittlerweile ist die vom Twierbach geführte Wassermenge aufgrund von Entwässerungen beim Forsthaus Bröken zurückgegangen.